# Hosakote, Bangarapet
Hosakote là một làng thuộc tehsil Bangarapet, huyện Kolar, bang Karnataka, Ấn Độ.